# Santa Lucia di Piave
Santa Lucia di Piave är en ort och kommun i provinsen Treviso i regionen Veneto i Italien. Kommunen hade 9 167 invånare (2018).